# Antonio Leocadio Guzmán
 (juin 2021).
Si vous disposez d'ouvrages ou d'articles de référence ou si vous connaissez des sites web de qualité traitant du thème abordé ici, merci de compléter l'article en donnant les références utiles à sa vérifiabilité et en les liant à la section « Notes et références ».
Pour les articles homonymes, voir Guzmán.
Antonio Leocadio Guzmán Águeda (Caracas, Venezuela, le 5 novembre 1801 - 13 novembre 1884) était un homme politique vénézuélien, journaliste et de chef militaire. Il est le père d'Antonio Guzmán Blanco. Il a été le fondateur du Parti libéral. De 1847 à 1851, il a été le Vice-président du Venezuela, sous la présidence de José Tadeo Monagas.

## Biographie
Antonio Leocadio Guzmán Águeda est né à Caracas le 5 novembre 1801. Il était le fils de Josefa Agueda Garcia et Antonio de Mata Guzmán, connu en tant que capitaine de la Reine bataillon cantonné à Caracas. En 1812, Guzman a été envoyé en Espagne par son père pour éviter des difficultés au Venezuela, où il a été éduqué par les libéraux tuteurs dans la Péninsule Ibérique. Il est retourné à Caracas en 1823.